# Эгесков
Эгесков (дат. Egeskov Slot) — замок на воде на острове Фюн в коммуне Фоборг-Миттфюн, памятник северного Ренессанса.
Местность Эгесков известна с 1405 года. Замок в его современном виде был построен в 1554 году. Основатель — Франдс Брокенхус, он начал строительство замка, получив земли с приданым жены.
Земли, окружающие замок, имеют площадь около 2,5 км². В настоящее время замок является музеем, открытым для посещения ежедневно с 10:00 до 17:00 зимой и с 10:00 до 19:00 летом. Вход платный, детям предоставлена скидка. Хотя, в некоторые дни бывает бесплатное посещение.

## Галерея

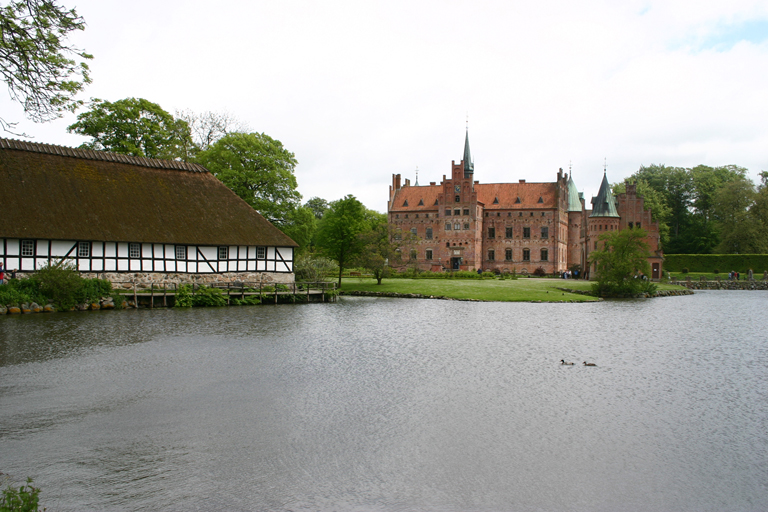
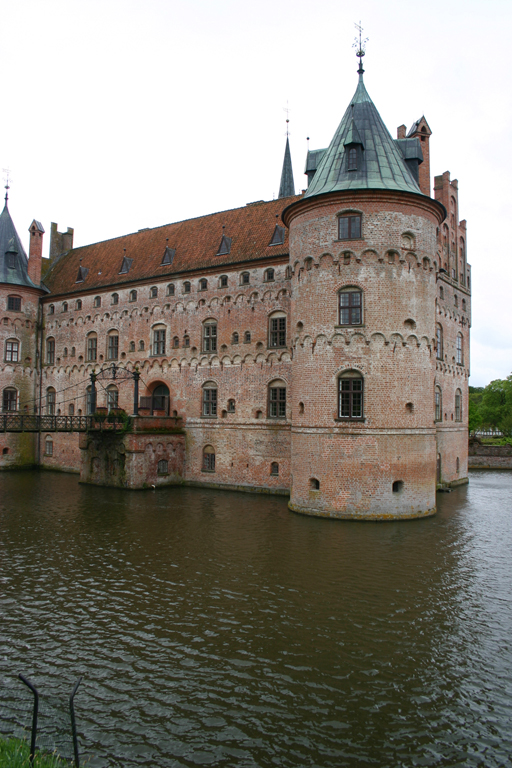
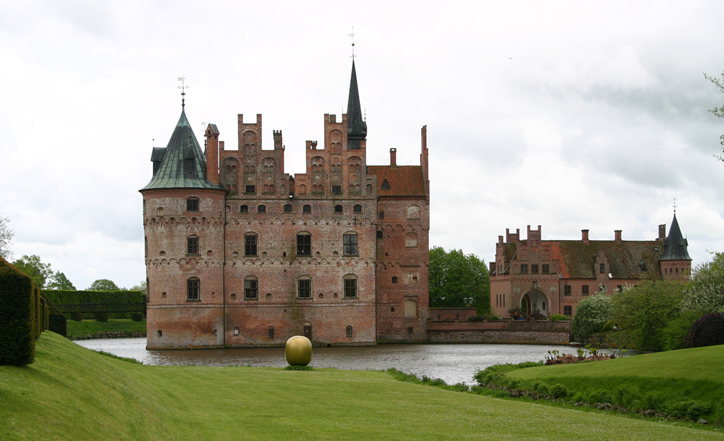
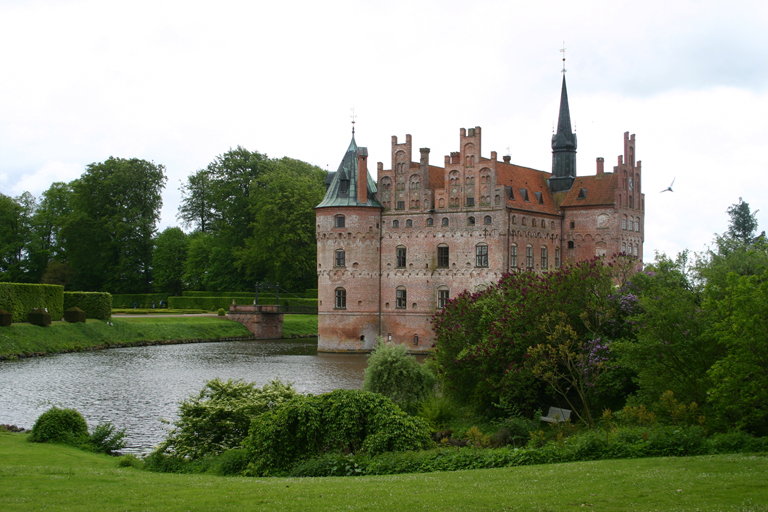